# Fågelsjön (Norrbyås socken, Närke)
Fågelsjön är en sjö i Örebro kommun i Närke och ingår i Norrströms huvudavrinningsområde. På detta ställe låg tidigare sjön Östra Kvismaren vars nivå sänktes på 1880-talet med 1,46 m. Fågelsjön uppstod 1959-60 när invallningar skapades för kontroll av vattenståndet. Sjön har en area på 0,768 kvadratkilometer och ligger 23 meter över havet. Fågelsjön ligger i Kvismarens naturreservat Natura 2000-område.

## Delavrinningsområde
Fågelsjön ingår i det delavrinningsområde (656556-147682) som SMHI kallar för Namn saknas. Medelhöjden är 36 meter över havet och ytan är 13,06 kvadratkilometer. Räknas de 24 avrinningsområdena uppströms in blir den ackumulerade arean 666,12 kvadratkilometer. Kvismare kanal som avvattnar avrinningsområdet har biflödesordning 2, vilket innebär att vattnet flödar genom totalt 2 vattendrag innan det når havet efter 202 kilometer. Avrinningsområdet består mestadels av skog (38 procent) och jordbruk (43 procent). Avrinningsområdet har 0,75 kvadratkilometer vattenytor vilket ger det en sjöprocent på 5,7 procent.